# Lepsze życie (serial telewizyjny)

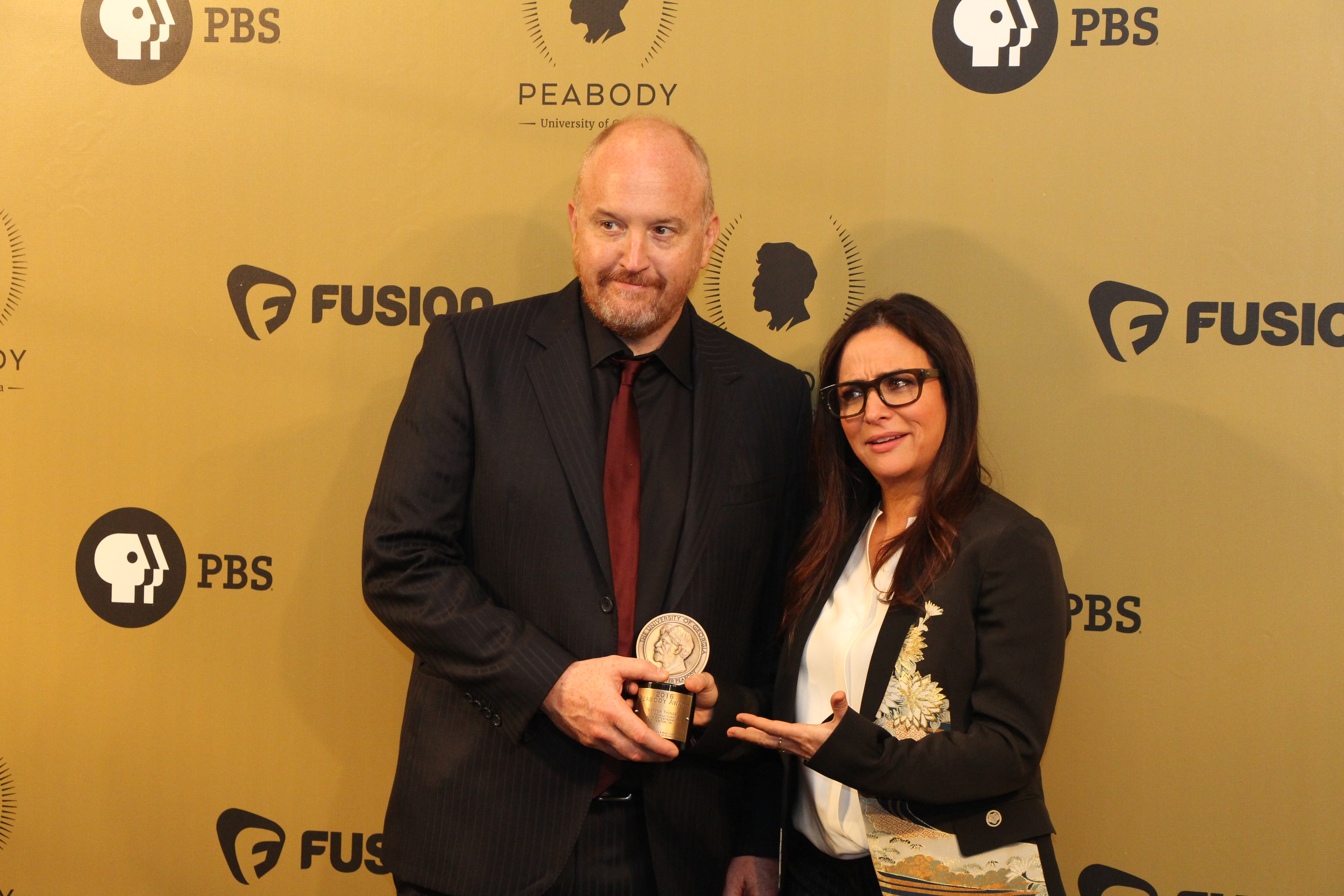
Louis CK i Pamela Adlon (2017)

Lepsze życie (oryg. Better Things) – amerykański serial telewizyjny (komediodramat) wyprodukowany przez Pig Newton Inc., Slam Book Inc., 3 Arts Entertainment oraz FXP, którego twórcami są Pamela Adlon oraz Louis C.K. Serial jest emitowany od 8 września 2016 roku przez FX. Natomiast w Polsce serial jest emitowany od 23 grudnia 2017 roku na HBO 3.

## Fabuła
Serial opowiada o Sam Fox, która stara się pogodzić wychowanie trójki dzieci i pracę w Hollywood jako aktorka.

## Obsada

### Główna
- Pamela Adlon jako Sam Fox, doświadczona aktorka i samotna matka trzech córek
- Mikey Madison jako Max, najstarsza córka Sam
- Hannah Alligood jako Frankie, średnia córka
- Olivia Edward jako Duke, najmłodsza z rodzeństwa
- Celia Imrie jako Phyllis[3], matka Sam

### Role drugoplanowe
- Diedrich Bader jako Rich, przyjaciel Sam
- Alysia Reiner jako Sunny[4], przyjaciółka Sam
- Greg Cromer jako Jeff, były mąż Sunny
- Rebecca Metz jako Tressa, agentka Sam
- Matthew Glave jako Xander Hall, były mąż Sam
- Lucy Davis jako Macy, znajoma Sam
- Patricia Scanlon jako Joy, znajoma Sam
- Emma Shannon jako Pepper, koleżanka Duke
- Kevin Pollak jako Marion, brat Sam
- Jeremy K. Williams jako Jason, kolega Frankie

### Gościnne występy
- Julie Bowen jako ona sama
- David Duchovny jako on sam
- Lenny Kravitz jako Mel Trueblood
- Danny Pudi jako on sam
- Bradley Whitford jako Gary
- Zach Woods jako on sam
- Constance Zimmer jako ona sama

## Odcinki
| Sezon | Sezon | Odcinki | Oryginalna emisja | Oryginalna emisja | Oryginalna emisja | Oryginalna emisja | Oryginalna emisja |
| Sezon | Sezon | Odcinki | Premiera sezonu   | Finał sezonu      | Premiera sezonu   | Finał sezonu      |                   |
| ----- | ----- | ------- | ----------------- | ----------------- | ----------------- | ----------------- | ----------------- |
|       | 1     | 10      | 8 września 2016   | 10 listopada 2016 | 23 grudnia 2017   | 20 stycznia 2018  |                   |
|       | 2     | 10      | 14 września 2017. | 16 listopada 2017 | 27 stycznia 2018. | —                 |                   |
|       | 3     | 12      | 28 lutego 2019    | 16 maja 2019      | 9 marca 2019      | 25 maja 2019      |                   |
|       | 4     | 10      | 5 marca 2020      | 30 kwietnia 2020  |                   |                   |                   |
|       | 5     | 10      | 28 lutego 2022    | 25 kwietnia 2022  |                   |                   |                   |

### Sezon 1 (2016)
| Nr | #  | Tytuł                                   | Reżyseria     | Scenariusz                              | Premiera FX          | Premiera HBO 3   |
| -- | -- | --------------------------------------- | ------------- | --------------------------------------- | -------------------- | ---------------- |
| 1  | 1  | Sam/Pilot                               | Louis C.K.    | Pamela Adlon, Louis C.K.                | 8 września 2016      | 23 grudnia 2017  |
| 2  | 2  | Period                                  | Pamela Adlon  | Pamela Adlon, Louis C.K.                | 15 września 2016     | 23 grudnia 2017  |
| 3  | 3  | Brown                                   | Nisha Ganatra | Louis C.K.                              | 22 września 2016     | 30 grudnia 2017  |
| 4  | 4  | Woman Is the Something of the Something | Nisha Ganatra | Pamela Adlon, Louis C.K.                | 29 września 2016     | 30 grudnia 2017  |
| 5  | 5  | Future Fever                            | Lance Bangs   | Pamela Adlon, Louis C.K., Cindy Chupack | 6 października 2016  | 6 stycznia 2018  |
| 6  | 6  | Alarms                                  | Lance Bangs   | Pamela Adlon, Louis C.K., Gina Fallore  | 13 października 2016 | 6 stycznia 2018  |
| 7  | 7  | Duke's Chorus                           | Lance Bangs   | Pamela Adlon, Louis C.K.                | 20 października 2016 | 13 stycznia 2018 |
| 8  | 8  | Scary Fun                               | Nisha Ganatra | Pamela Adlon, Louis C.K.                | 27 października 2016 | 13 stycznia 2018 |
| 9  | 9  | Hair of the Dog                         | Nisha Ganatra | Pamela Adlon                            | 3 listopada 2016     | 20 stycznia 2018 |
| 10 | 10 | Only Women Bleed                        | Pamela Adlon  | Pamela Adlon, Louis C.K.                | 10 listopada 2016    | 20 stycznia 2018 |

### Sezon 2 (2017)
| Nr | #  | Tytuł       | Reżyseria    | Scenariusz               | Premiera FX          | Premiera HBO 3   |
| -- | -- | ----------- | ------------ | ------------------------ | -------------------- | ---------------- |
| 11 | 1  | September   | Pamela Adlon | Pamela Adlon, Louis C.K. | 14 września 2017     | 27 stycznia 2018 |
| 12 | 2  | Rising      | Pamela Adlon | Louis C.K.               | 21 września 2017     | 27 stycznia 2018 |
| 13 | 3  | Robin       | Pamela Adlon | Pamela Adlon, Louis C.K. | 28 września 2017     | 3 lutego 2018    |
| 14 | 4  | Sick        | Pamela Adlon | Pamela Adlon, Louis C.K. | 5 października 2017  | 3 lutego 2018    |
| 15 | 5  | Phil        | Pamela Adlon | Louis C.K.               | 12 października 2017 | 10 lutego 2018   |
| 16 | 6  | Eulogy      | Pamela Adlon | Louis C.K.               | 19 października 2017 | 10 lutego 2018   |
| 17 | 7  | Blackout    | Pamela Adlon | Pamela Adlon, Louis C.K. | 26 października 2017 | 17 lutego 2018   |
| 18 | 8  | Arnold Hall | Pamela Adlon | Pamela Adlon, Louis C.K. | 2 listopada 2017     | 17 lutego 2018   |
| 19 | 9  | White Rock  | Pamela Adlon | Pamela Adlon, Louis C.K. | 9 listopada 2017     | 24 lutego 2018   |
| 20 | 10 | Graduation  | Pamela Adlon | Pamela Adlon, Louis C.K. | 16 listopada 2017    | 24 lutego 2018   |

### Sezon 3 (2019)
| Nr | #  | Tytuł                     | Reżyseria    | Scenariusz                  | Premiera FX      | Premiera HBO 3   |
| -- | -- | ------------------------- | ------------ | --------------------------- | ---------------- | ---------------- |
| 21 | 1  | Chicago                   | Pamela Adlon | Pamela Adlon                | 28 lutego 2019   | 9 marca 2019     |
| 22 | 2  | Holdingek                 | Pamela Adlon | Pamela Adlon, Ira Parker    | 7 marca 2019     | 16 marca 2019    |
| 23 | 3  | Nesting                   | Pamela Adlon | Joe Hortua, Sarah Gubbins   | 14 marca 2019    | 23 marca 2019    |
| 24 | 4  | Monsters in the Moonlight | Pamela Adlon | Pamela Adlon, Sarah Gubbins | 21 marca 2019    | 30 marca 2019    |
| 25 | 5  | No Limit                  | Pamela Adlon | Pamela Adlon, Joe Hortua    | 28 marca 2019    | 6 kwietnia 2019  |
| 26 | 6  | What Is Jeopardy?         | Pamela Adlon | Pamela Adlon, Ira Parker    | 4 kwietnia 2019  | 13 kwietnia 2019 |
| 27 | 7  | Toilet                    | Pamela Adlon | Pamela Adlon, Joe Hortua    | 11 kwietnia 2019 | 20 kwietnia 2019 |
| 28 | 8  | Easter                    | Pamela Adlon | Sarah Gubbins, Robin Ruzan  | 18 kwietnia 2019 | 27 kwietnia 2019 |
| 29 | 9  | The Unknown               | Pamela Adlon | Sarah Gubbins               | 25 kwietnia 2019 | 4 maja 2019      |
| 30 | 10 | Show Me the Magic         | Pamela Adlon | Pamela Adlon & Ira Parker   | 2 maja 2019      | 11 maja 2019     |
| 31 | 11 | Get Lit                   | Pamela Adlon | Joe Hortua & Ira Parker     | 9 maja 2019      | 18 maja 2019     |
| 32 | 12 | Shake the Cocktail        | Pamela Adlon | Pamela Adlon                | 16 maja 2019     | 25 maja 2019     |

## Produkcja
- 18 stycznia 2015  stacja FX zamówiła pilotowy odcinek[35].
- 7 sierpnia 2015 stacja FX zamówiła pierwszy sezon serialu[36].
- W marcu 2016  Alysia Reiner dołączyła do serialu w roli powracającej jako najlepsza przyjaciółka Sam, Sunny[4].
- W kwietniu 2016 Celia Imrie dołączyła do projektu[3].
- 21 września 2016 stacja FX ogłosiła przedłużenie komedii o drugi sezon[37].
- 20 października 2017 FX zamówiła trzeci sezon[38].
- 27 marca 2019 FX zamówiła czwarty sezon[39].

## Odbiór

### Reakcja krytyków
Serial spotkał się z bardzo dobrą reakcją krytyków. W agregatorze recenzji Rotten Tomatoes, ogólny wynik serialu wyniósł 98%, a w agregatorze Metacritic 88 punktów na sto. Z kolei w polskim agregatorze Mediakrytyk jest jedna, przychylna, recenzja.